# The Hot Sardines
A The Hot Sardines egy amerikai dzsesszegyüttes.
Az örökké népszerű régi dallamokat mai nyelven mesélik el. Zenéjük színtiszta örömzene. Habozás nélkül mozognak eltérő stílusokban, meggyőzően idézik fel a New York-i kocsmák, a párizsi kabarék és New Orleans-i klubok levegőjét.

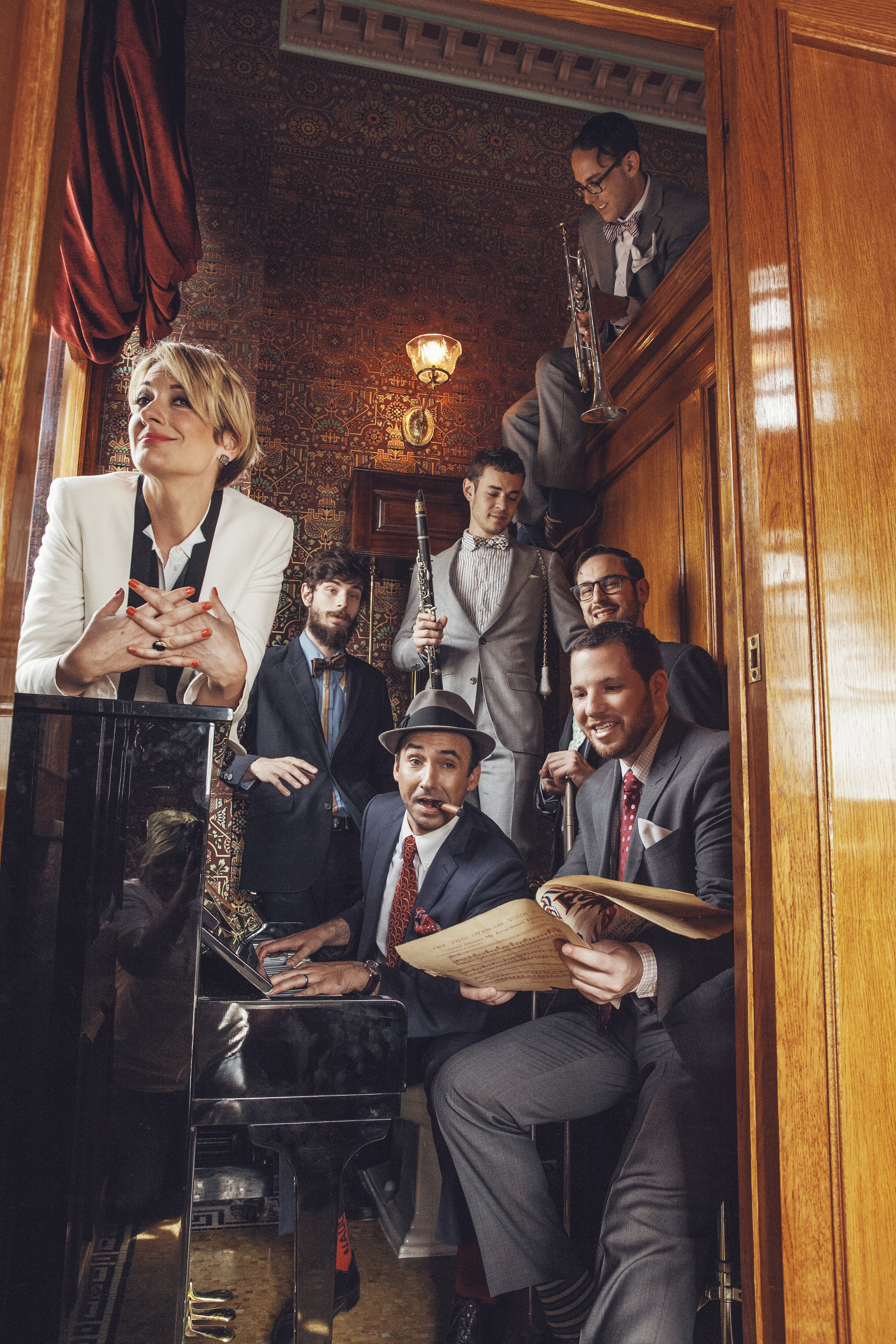
Balra: „Miz Elizabeth Bougerol”. A többiek: Jason Prover, Nick Myers, Joe McDonough, Evan Crane, Alex Raderman, Evan „Bibs” Palazzo. Fotó: LeAnn Mueller

## Történet
A The Hot Sardines alapítói: Evan Palazzo zenekarvezető és Elizabeth Bougerol énekesnő.
- Elizabeth Bougerol Franciaországban, Kanadában és Elefántcsontparton nevelkedett, és a London School of Economicson diplomázott. A felnőtt életet utazási szakíróként kezdte.

- Evan Palazzo New Yorkban született és a Philadelphiai Művészeti Egyetemen diplomázott színészként. Evan Palazzo és Elizabeth Bougerol 2007-ben találkoztak úgy, hogy egymást nem ismerve jelentkeztek egy hirdetésre, ami egy kínai étterem fölötti bárba keresett fellépőket.

2011-ben már a New York-i Lincoln Center már a Hot Sardinesszel hirdette fesztiválját.
Közismert régi dalokat, örökzöldeket adnak elő mai gazdag hangzással, friss energiával és fergeteges sikerrel. A saját számok pedig úgy születnek, hogy ötleteket, melódiákat és szövegtöredékeket küldözgetnek egymásnak, majd ha megvan új szám, a koncertjeiken kipróbálják.

## Lemezek
- Shanghai'd (2011)
- Comes Love (2013)
- The Hot Sardines' Lowdown Little Christmas Record (2013)
- Sardine 3: Frolicking at the Playground (2014)
- Live at Joe's Pub (2014)
- The Hot Sardines (2014)
- French Fries + Champagne (2016)
- Welcome Home, Bon Voyage (2019)
- 2022: Moon River (kislemez)
- 2023: C'est la Vie